# Stilbus pannonicus
Stilbus pannonicus is een keversoort uit de familie glanzende bloemkevers (Phalacridae). De wetenschappelijke naam van de soort werd in 1969 gepubliceerd door Franz.